# Vevey
Vevey ([və'vɛ], [vːɛ] vagy [vəˈvaːɛ̯] francia helységnevű, németül az elavult Vivis néven ismert) csaknem húszezer lakosú svájci település Vaud kanton Riviera-Pays-d'Enhaut kerületében, amelynek fővárosa városi státusszal rendelkezik.

## Földrajza
Vevey a Genfi-tó partján fekszik.

## Története
A középkorban „Vivaec” néven említik először a régi Frank út (Észak-Európából Róma és Jeruzsálem felé tartó zarándokút) leírásában (olaszul: Itinerario di Sigerica, Leiőavisir), amely a Canterburyből induló zarandoklat LIII. szakaszának pihenőjeként szolgált.
1892-ben Crosets, Faubourg-Saint-Antoine, L'Arabie, Plan-Dessous, Plan-Dessus és Sous-Crêt településeket, Corsier-sur-Vevey korábbi kerületeit Vevey-hez csatolták, amely így Vevey kerület fővárosa volt, annak egészen 2008-as felszámolásáig.
A Nestlé központja.

## Híres személy
- 1909-ben Adolf von Becker (sz. 1831) finn festőművész vakációja közben itt halt meg.

## Műemlékek és látnivalók

### Vallási építészet

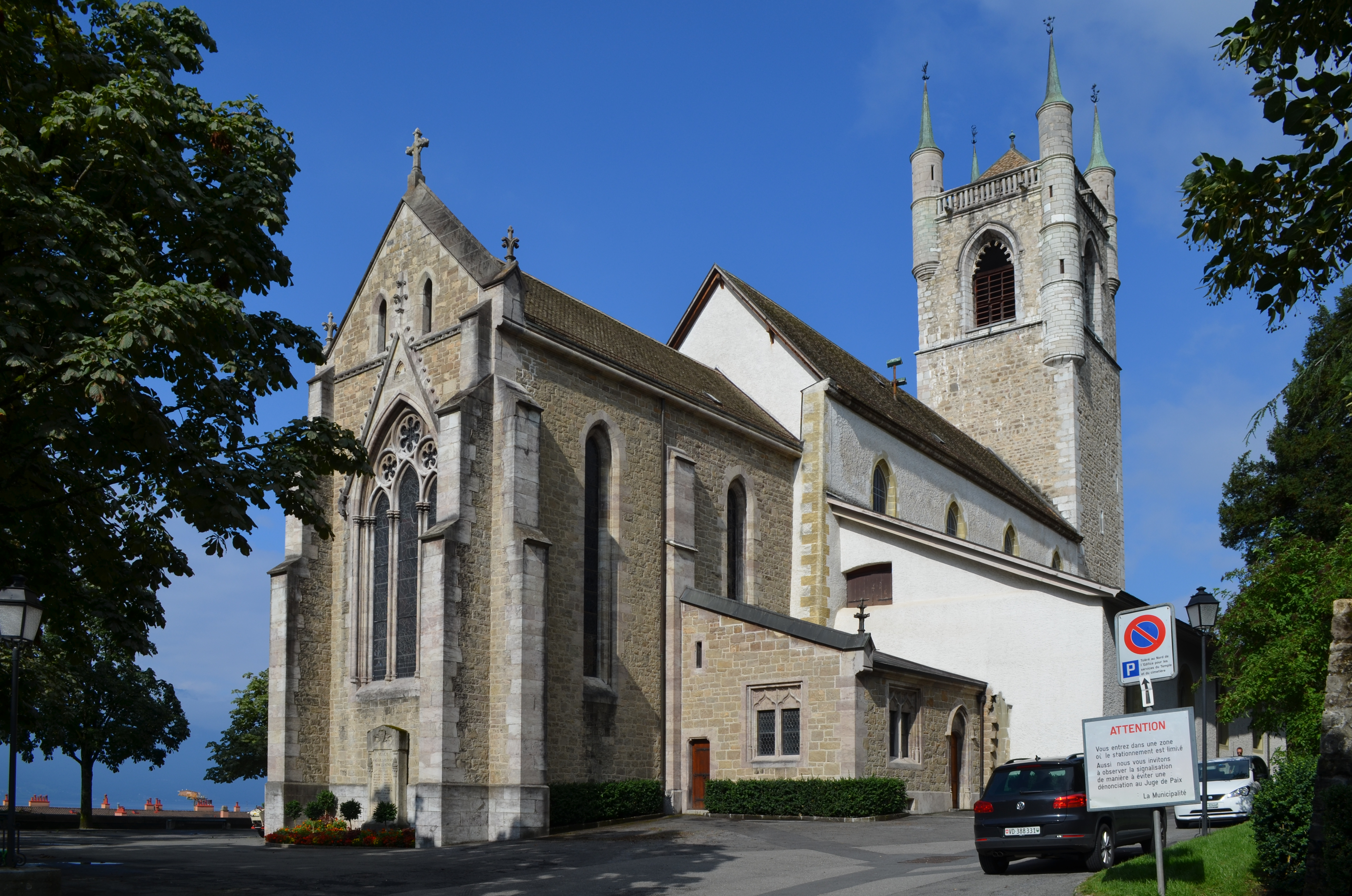
A Szent Márton református templom

- A Notre-Dame katolikus templom építése neogótikus stílusban 1872-ben fejeződött be, a Vaud-kánon nemzeti és regionális jelentőségű svájci kulturális örökségének jegyzékében szerepel.
- A 12. századból származó és 1496-ban újjáépített Szent Márton református templom[3] eredetileg szintén a katolikus vallás céljára épült, ám az 1536-os berni hódítást követően, amely létrehozta a protestáns reformációt Svájcban, a templomot református vallásúra alakították át. A Vaud kanton számára nemzeti és regionális jelentőségű svájci kulturális örökség leltárába is bekerült épület több építészeti stílus összeolvadása: az eredeti romántól, amelynek apszisa megmaradt, a későbbi gótikus elemekig. A sugárzó (13. század) és pompás (16. század) időkre emlékeztet a jelenlegi épület hajója és oldalkápolnái, a főhajó pedig François de Curtine építőmester munkája. Belsejében egy monumentális, fából készült szószék és egy kettős keresztelőmedence található, amelyet a 19. század végén restauráltak, már meglévő elemekkel. Két orgonája is van, a régebbi barokk stílusú hangszer, amelyet Samson Scherrer épített 1776-ban, az újabb, a männedorfi Kuhn (Orgelbau Kuhn) orgonaépítő munkája 1954-ből, amelyen Rick Wakeman billentyűs az Awaken című dal utolsó részében és a Parallels of Going for the One albumban rögzítette az orgonaszólamot.

### Világi építészet
- Castello dell'Aile, 1840-ben épült.[3]
- A főtér

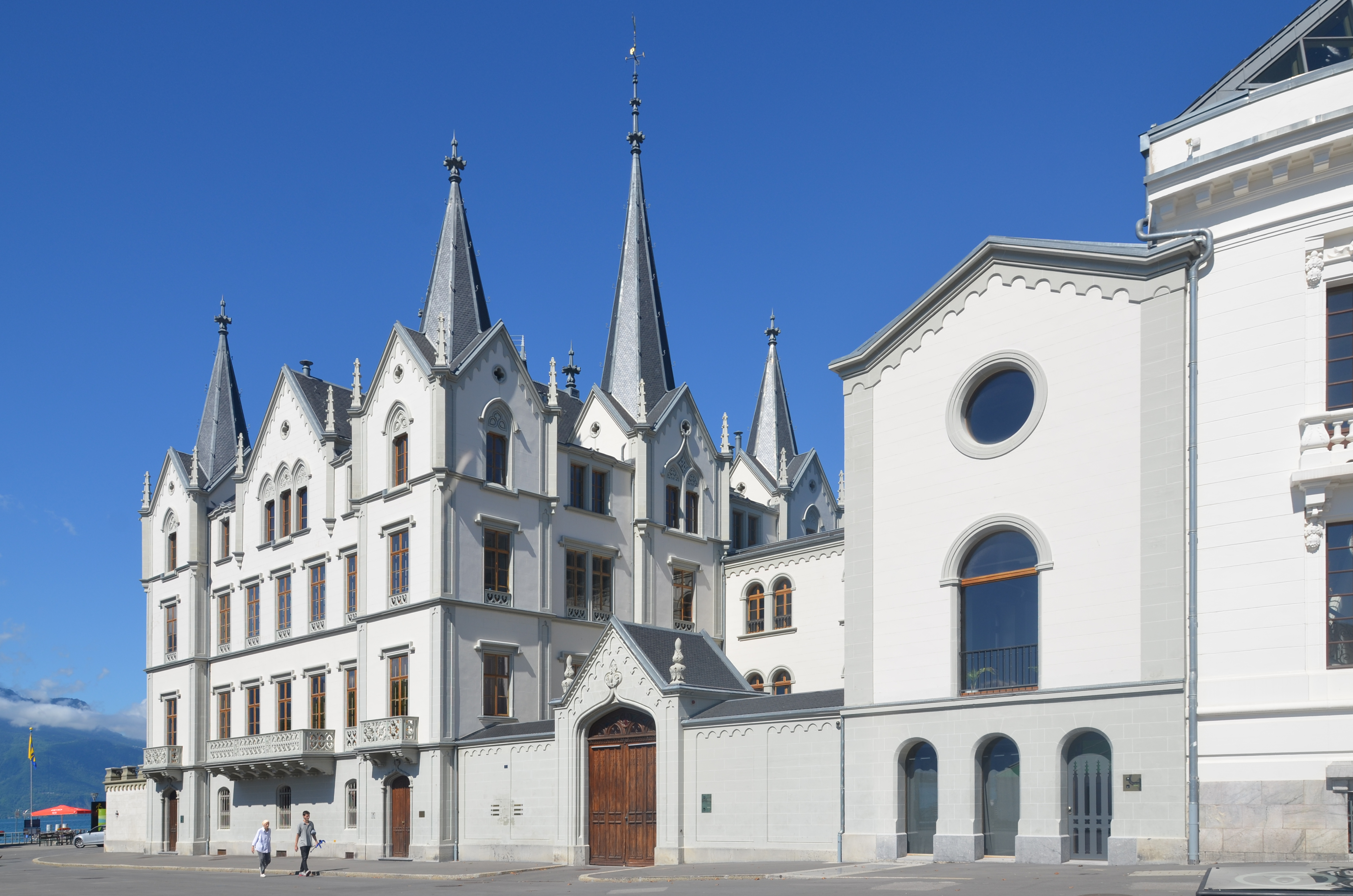
Az Aile kastélya

Vevey, rajz: Andreas Jeklin, litográfia: HJ Terry

- A Grand Hotel Vevey kikötőjével és saját strandjával

## Fordítás
Ez a szócikk részben vagy egészben  a   Vevey című olasz Wikipédia-szócikk ezen változatának fordításán alapul.  Az eredeti cikk szerkesztőit annak laptörténete sorolja fel. Ez a jelzés csupán a megfogalmazás eredetét és a szerzői jogokat jelzi, nem szolgál a cikkben szereplő információk forrásmegjelöléseként.